# Războiul Civil din Sudanul de Sud
Războiul Civil din Sudanul de Sud) a început pe 14 decembrie 2013, când o facțiune a Armatei de Eliberare a Poporului din Sudan a început o revoltă în Sudanul de Sud. Președintele Salva Kiir a numit-o tentativă de lovitură de stat și a anunțat următoarea zi că a fost înăbușită. Dimpotrivă, conflictul a erupt din nou pe 16 decembrie și s-a extins mai departe de capitală, Juba, în regiunea Jonglei, care este predispusă instabilităților inter-etnice,  în mare parte de-a lungul limitelor etnice. Peste 1.000 de persoane au fost ucise iar alte 800 au fost rănite, conform relatărilor. Kiir l-a acuzat pe fostul vice-președinte Riek Machar că ar fi instigat „lovitura de stat”, dar Machar a negat că ar cunoaște ceva și l-a acuzat, la rându-i, pe Kiir de jocuri politice. Bor a fost capturat de Armata de Eliberare a Sudanului de Sud pe 19 decembrie. În aceeași zi, un complex al ONU a fost luat cu asalt în Akobo, Jonglei, incident soldat cu decesele a doi soldați indieni ai misiunii ONU de menținere a păcii (UNMISS).
Conflictul din Sudanul de Sud a strămutat mai mult de 3,9 milioane de persoane, iar Uganda singură găzduiește mai mult de un milion de refugiați din Sudanul de Sud – majoritatea dintre ei femei și copii.  
Până în prezent, femeile strămutate au fost excluse din eforturile de a construi pacea - atât în Sudanul de Sud, cât și în taberele de refugiați în care polarizarea etnică și stereotipurile continuă să provoace conflicte. 
Cu toate acestea, experiențele lor înseamnă că pot și ar trebui să joace un rol important în consolidarea păcii. Alături de o rețea de organizații de bază pentru femei, noi pregătim în domeniul îngrijirii femeilor strămutate intern și refugiate pentru a analiza și rezolva conflictele și pentru a construi relații și rețele care să influențeze politica la nivel local, nivel național și național

## Context
Schismele din interiorul partidului de guvernământ al Sudanului de Sud, Mișcarea populară de eliberare Sudanului (în engleză Sudan People's Liberation Movement, SPLM), au îndreptat cursul celui de-Al doilea Război Civil Sudanez și a continuat să aibă impact asupra politicului din noul stat.
De la independență, violențele interetnice au avut loc în mod obișnuit, în special în regiunea Jonglei. Funcțiile guvernamentale superioare au fost distribuite liderilor armatelor opozante guvernului, anterior independenței Sudanului de Sud.

### Președintele își consolidează puterea
În urma propagării în Juba a zvonurilor despre planificarea unei lovituri de stat, la sfârșitul anului 2012, președintele Sudanului de Sud Salva Kiir a restructurat conducerea guvernului, al partidului de guvernământ și al armatei, într-o mișcare fără precedent.
În ianuarie 2013, Kiir l-a înlocuit pe inspectorul general al Serviciului de Poliție Național cu un locotenent din armată, și a destituit alți șase subsecretari de stat și 29 de generali maiori din rândul armatei.  În februarie 2013 Kiir a ordonat pensionarea a încă 117 de generali de armată  dar, această mișcare a fost percepută cu îngrijorare, ca fiind o  . Kiir a susținut că opozanții săi ar fi încercat să reia discordanțele care au provocat luptele interne din anii 1990.
În iulie 2013 Kiir l-a destituit pe Vice-președeintele Riek Machar, fost lider al revoltei din Nasir, împreună cu tot guvernulul său. Kiir l-a suspendat pe secretarul general al SPLM, Pagan Amum Okech și i-a interzis părăsirea capitalei și contactul cu media.Decretele provocat temeri de tulburări politice, Machar susținând că mișcarea lui Kiir a fost un pas înspre dictatură și a anunțat că va provoca pe Kiir în alegerile prezidențiale din 2015. Machar a declarat că dacă țara vrea să fie unită, nu se poate tolera „conducerea unui singur om” (en: "one man's rule")
Kiir a desființat toate organinele superioare ala partidului SPLM, inclusiv biroul său politic, Convenția Națională și Consiliul Național în noiembrie 2013. A citat deficiențe și expirarea mandatelor pentru acțiunea sa.
Deși Machar și Kiir sunt amândoi membri ai SPLM, ei provin din triburi distincte, cu o istorie de conflict. Kiir este un etnic Dinka, în timp ce Machar este un etnic Nuer. Unii observatori resping explicațiile etno-tribale ale conflictului ca fiind prea simplificate.

## Desfășurarea conflictului

### Revolta inițială
Violența este larg răspândită, ajungând la aproape fiecare stat din țară. Maginalizarea diferitelor grupuri, rivalitățile etnice și guvernarea slabă sunt factori care continuă să conducă la conflicte, iar dezinformarea despre atacurile motivate etnic și contraatacurile consolidează neîncrederea.